# Anita Asimwe
 (mai 2023).
Anita Asiimwe est ministre d'État Rwandaise.
Elle est spécialiste de la santé publique. Depuis octobre 2017, elle est coordonnatrice nationale du Programme national de développement de la petite enfance
Elle est également l'une des membres fondateurs de la bureau de circonscription Afrique, un organe de coordination du plaidoyer et des CCM qui défend les voix africaines au sein du Fonds mondial contre le VIH, la tuberculose et le paludisme